# Pseudorthodes
Pseudorthodes là một chi bướm đêm thuộc họ Noctuidae.

## Loài
- Pseudorthodes angustimargo (Dyar, 1910)
- Pseudorthodes calceolarius (Strecker, 1900)
- Pseudorthodes ignescens (Schaus, 1903)
- Pseudorthodes iole (Schaus, 1894)
- Pseudorthodes imora (Strecker, 1898)
- Pseudorthodes irrorata (Smith, 1888)
- Pseudorthodes keela (Smith, 1908)
- Pseudorthodes puerilis (Grote, 1874)
- Pseudorthodes vecors (Guenée, 1852)
- Pseudorthodes virgula (Grote, 1883)